# گاه‌شماری بهیزکی
گاه‌شماری بِهیزَکی یا گاه‌شماری ویهیژَکیک، یکی از انواع گاه‌شماری‌های رایج در ایران باستان و راهکاری برای کبیسه‌گیری و نگه‌داشتن حساب صحیح سال و انطباق دادن سال عرفی با سال حقیقی بوده‌است.

## انواع سال در ایران باستان

### سال سیار
سالی که توسط عموم مردم در ایران باستان و در گاه‌شماری اوستایی نو (تقویم مزدیسنا)، استفاده می‌شد، سال سیار بود، یعنی سال را ۳۶۵ روز حساب می‌کردند و آن را به ۱۲ ماه سی روزه به اضافه پنج روز با نام اندرگاه (یا اندرگاهان (در حالت جمع) یا پنجه دزدیده یا بهیزک کوچک، که در دورهٔ اسلامی خمسهٔ مسترقه نامیده می‌شد) تقسیم می‌کردند.

### سال ثابت
ایرانیان باستان علاوه بر سال سیار، یک سال ثابت هم داشتند که شمسی نزدیک به حقیقی بود و به احتمال زیاد در اعتدال ربیعی آغاز می‌شد و نزدیک به آن نقطه نگه داشته می‌شد، یعنی بیش از یک ماه جلوتر یا چند روزی عقب‌تر از آن نمی‌رفت. بنابراین ماه‌ها و روزهای این سال تقریباً همیشه نزدیک به محل اصلی نجومی خود باقی می‌ماندند. ثابت نگه داشتن این سال به‌وسیله کبیسه‌ای که هر ۱۲۰ سال یک ماه بود، انجام می‌شد.
به این ترتیب قبل از اسلام دو نوع سال و ماه به‌طور موازی توسط ایرانیان استفاده می‌شد؛ یکی سال عرفی که سیار بود و دیگری سال مذهبی که ثابت نگه داشته می‌شد. اما اینطور به نظر می‌رسد که این سال ثابت جز برای امور مربوط به زراعت و تعیین اوقات فصول سال شمسی و انجام برخی امور مهم مذهبی و از آن جمله عید فروردگان که عید ارواح مؤمنین بود، و جشن‌های گاهنبارهای شش‌گانه (و شاید آیین مربوط به روز وفات زرتشت)، مورد استعمال نداشته و تنها موبدان (و نیز احتمالاً کارمندان و کارکنان دفاتر مالیاتی) به آن توجه می‌کردند. دانشمندان و روحانیون وقتی که روز یا ماهی از سال را ذکر می‌کردند، هرگاه مرادشان سال و ماه و روز عرفی بود، آن را به‌طور مطلق ذکر می‌کردند، مثلاً می‌گفتند: تیر ماه یا روز بهرام از ماه آذر، و هر وقت مقصودشان، سال و ماه و روز ثابت مذهبی کبیسه شده شمسی بود، آن را با لفظ وهیککیگ (وهیکَک یا وهیگَک یا وَهیجَک یا وهیژَک یا وهیزَک یا بهیزَک) معادل لفظ مَکبُوس کتب و منابع عرب‌زبان تردیف می‌کردند، مثلاً می‌گفتند: «ماه وهیگک تیر» یا «روز وهیگک بهرام از ماه وهیگک آذر» یا «ماه وهیگک تیر و روز وهیگک خرداد»، یعنی روز مقدس یا مبارک خرداد از ماه مقدس یا مبارک تیر یا ۹۶ روز گذشته از اعتدال ربیعی.

## گات‌ها و اندرگاهان
هر یک از پنج فصل گات‌ها نیز به یکی از روزهای اندرگاه منسوب بوده‌است. این پنج روز عبارت بودند از: ۱) اَهْنَوَدگاه ۲) اَشْتَوَدْگاه ۳) سْپَنْتْمَدگاه ۴) وُهوخْشَتْرَگاه ۵) وهیشْتْواشْت‌گاه (یا: هیشْتْواشْت‌گاه)، که در واقع منطبق بر پنج وقت یا گاه شبانه‌روز و برگرفته از نام‌های آنها بودند، یعنی: ۱) هاونگاه ۲) رپیتونیگاه ۳) ازیرنیگاه ۴) اویسروترمگاه (یا: اویسروتریمگاه) ۵) اوشهنگاه (یا: اشهینگاه).
در دوران امپراتوری ساسانی، پنج روز اندرگاه به «نوروز کوچک» معروف بود و جزء روزهای جشن، تعطیلات و مراسم مذهبی محسوب می‌شد.

## بهیزک بزرگ، و علت و انگیزهٔ وضع آن در تقویم
به دلیل رعایت نکردن شش ساعت و اندی زمان در گاه‌شماری هر سال، بعد از مدتی، حساب سال قراردادی و سیار با حساب سال حقیقی اختلاف پیدا می‌کرد. چون سال شمسی حقیقی، کسری علاوه دارد و با کسور اعشاری، نزدیک به ۳۶۵/۲۴۲۲ روز است، به همین جهت سال ایرانیان هر چهار سال یک روز، یا در مقیاسی بزرگ‌تر در هر ۱۱۶ یا ۱۲۰ یا ۱۲۸ سال، ۳۱ روز نسبت به سال شمسی حقیقی و روال و روند عادی طبیعت و گردش معمول فصول، جلوتر می‌افتاد و کمتر از آن تمام می‌شد.
برای برطرف کردن این اختلاف بین سال حقیقی و سال عرفی و رفع مشکل، ایرانیان قدیم یک ماه سیزدهم به سال می‌افزودند که در واقع تکرار یکی از ماه‌های سال بود. این یک ماه کبیسه، در نوشته‌های قدیم بهیزک بزرگ گفته می‌شد و چنین سالی را که یک ماه اضافه داشت، وهگیک یا وهیژکی (بهیزکی؛ وهیگکی، ویهیجکی) می‌نامیدند و این نوع گاه‌شماری، گاه‌شماری بهیزکی یا گاه‌شماری ویهیژکیک نامیده می‌شد. منجمین و نویسندگان و دانشمندان دوره اسلامی، این سال را سال ناقصه می‌گفتند. مثلاً در ۱۲۰ سال نخست، دو ماه فروردین و در ۱۲۰ سال دوم، دو ماه اردیبهشت ایجاد می‌کردند. روزهای این ماه‌ها هم همان نام روزهای عادی را داشتند.

## علت اختلاف در تعداد سال‌های دوره
در عدد ۱۲۰ میان منابع گوناگون، اختلاف است. برای نمونه ۱۱۶ و ۱۲۸ سال هم گفته شده‌است. این برمی‌گردد به احتساب این امر که اختلاف سال حقیقی با سال ۳۶۵ روزه دقیقاً یک‌چهارم روز نیست. البته پژوهشگران اظهار داشته‌اند که ۱۲۸ سال، حساب دقیق‌تری خواهد بود. اینک دقیق‌تر به این مسئله می‌پردازیم:
طول سال اعتدالی برابر با ۳۶۵٫۲۴۲۱۹۸۷۹ روز است (موسی اکرمی، گاه‌شماری ایرانی، تهران: دفتر پژوهش‌های فرهنگی، ۱۳۸۰، ص ۳۳). اگر ۱۲۰ مبنا گرفته شود، نتیجه‌اش این می‌شود که سال معادل ۳۶۵٫۲۵ = ۳۶۵ +۳۰/۱۲۰ روز تقریب خورده‌است؛ اگر ۱۱۶ مبنا گرفته شود، نتیجه این می‌شود که سال معادل ۳۶۵/۲۵۸۶ = ۳۶۵ + ۳۰/۱۱۶ روز تقریب خورده، و اگر ۱۲۸ مبنا گرفته شود، نتیجه‌اش این می‌شود که سال معادل ۳۶۵/۲۳۴۳۷۵ = ۳۶۵ + ۳۰ /۱۲۸ روز تقریب خورده‌است. چنان‌که دیده می‌شود، تقریبِ ۱۲۸ از بقیه دقیق‌تر و ۱۱۶ به یک معنا از همهٔ تقریب‌ها غیردقیق‌تر است. اما بیرشک برای عدد ۱۱۶ خاصیتی ذکر کرده‌است، و آن این است که پس از ۱۳ دورهٔ ۱۱۶ساله = ۱۵۰۸ سال جمعِ کسرها تقریباً دقیقاً برابر با یک سال می‌شود (احمد بیرشک، گاه‌نامهٔ تطبیقی سه هزار ساله، بنیاد دانشنامهٔ بزرگ فارسی، چاپ دوم، ۱۳۷۳، ص ۲۲۲):
۱۵۰۸ × ۳۶۵ = ۱۵۰۷ × ۳۶۵٫۲۴۲۱۹
هرچه هست، در اکثر مآخذ، رقم ۱۲۰ سال ذکر شده‌است. این سؤال مطرح می‌شود که چرا برای جبران این کاستی ۱۲۰ سال صبر می‌کردند و چرا هر چهار سال یک روز به سال نمی‌افزودند. پاسخ به اعتقادات و تعصبات مذهبی مربوط می‌شود. زرتشتیان برای هر یک از روزهای ماه‌های سی‌روزه‌شان اوراد، ادعیه و مناسک و مراسمی داشتند. همچنین در هر یک از پنج روز اندرگاه، به سبب تقدس و تبرک دینی این روزها، یکی از پنج گاه مقدس گاهان زرتشت را می‌خواندند. از این رو نمی‌توانستند (و نمی‌خواستند هم) تعداد روزهای سال را کم و زیاد کنند. این دلیلی است که ابوریحان بیرونی آورده‌است (هاشم رضی، گاه‌شماری و جشن‌های ایران باستان، تهران، بهجت، ۱۳۸۰، صص ۵۸–۵۹ که بخشی از ترجمهٔ فارسی آثار الباقیه عن القرون الخالیه ابوریحان را نقل کرده‌است). با این حال در بعضی منابع، اشاره‌ای به کبیسه‌های چهارساله هم شده‌است. یعنی اندرگاه را به جای پنج روز، شش روز می‌گرفتند و به این روز ششم، اَوَرْداد به معنی روز زیادی می‌گفتند (هاشم رضی در کتابش، گاه‌شماری و جشن‌های ایران باستان، صفحهٔ ۵۲ به دو منبع، یکی دست‌اول و دیگری دست‌دوم اشاره می‌کند که به این مسئله اشاره داشته‌اند: یکی
Zoroastrian Calendar (Spiegel Memorial Volume) Bombay, 1908
و دیگری بحار الفضائل تألیف سال ۷۶۴ یزدگردی، فصل سوم).
به این ترتیب در گاه‌شماری وهیزکی هر ۱۲۰ سال، یک سال ۱۳ ماهی داشتند. یعنی به مدت ۱۱۹ سال، سال به صورت عادی بود و سال ۱۲۰اُم وهیزکی می‌شد. ماه اضافی در سال‌های وهیزکی میان ماه‌های دیگر در گردش بود. یعنی در سال ۱۲۰اُم، ماه اضافی را بعد از فروردین که ماه اول بود، می‌آوردند و در سال ۲۴۰اُم آن را پس از اردیبهشت قرار می‌دادند و الی آخر.
همچنین شواهدی در دست است که در سال سیزده‌ماهه، پنج روز اندرگاهی را نیز پس از ماه اضافی می‌آورند و در سال‌های غیر وهیزکی (تا وهیزک بعدی)، این پنج روز اضافه پس از ماهی که ماه اضافی (وهیزکی) پیشین به آن اضافه شده بود، می‌آمد. مکان روزهای اندرگاه در گاه‌شماری سیار یا شمسی ناقصه نیز بر همین مبنا تعیین می‌شد.
در پنج روز بهیزک کوچک، زرتشتیان مراسم خاص دینی و کارهای اجتماعی و خیرات و نذورات انجام می‌دادند و آغاز سال را بعد از پایان این پنج روز مبارک به حساب می‌آوردند، و با وجود اینکه این پنج روز به مردم اختصاص داشت و عمومی بود، روز اول فروردین ماه را روز نو یا نوروز سلطانی می‌نامیدند و آن را به سلاطین اختصاص می‌دادند. به عقیدهٔ برخی، عمل بهیزک‌گیری کوچک به خود زردشت منسوب است. او این اصول را به مؤمنین خود آموخت تا زمان اعمال دینی از مواقع خود دور نیفتد.
با اعمال بهیزک بزرگ و گردش دادن آن میان ماه‌های عادی سال، پس از گذشت یک دورهٔ ۱۴۲۰ ساله، یا اگر دقیق‌تر بگوییم ۱۴۶۱ ساله، بهیزک بزرگ دوباره به محل نخست خود بازمی‌گشت، تا اینکه در اواخر دورهٔ ساسانیان به انتهای ماه آبان یا ماه آذر رسید. چون در این زمان حکومت ساسانی به پایان خود رسید و دیگر این نوع گاه‌شماری و تقویم مورد توجه دستگاه حکومتی قرار نگرفت، و تنها به‌طور غیررسمی نزد زرتشتیان تداول و رواج خود را حفظ کرد، بهیزک کوچک نیز از حرکت بازایستاد و متوقف شد.

## اغتشاش در نگه‌داری وهیزک‌ها و توقف کبیسه‌گیری
ظاهراً در مواقعی که اوضاع مملکت نامساعد و پریشان بود، وهیزک نمی‌کردند و کبیسه گرفته نمی‌شد؛ بنابراین بعضاً وهیزک‌ها عقب می‌افتاد. برخی مانند ابوریحان بیرونی گفته‌اند که برای جبران مافات در اینگونه موارد، چند وهیزک توأمان انجام می‌دادند. یعنی به‌طور یکجا ۲ ماه اضافی به سال می‌افزودند. او می‌گوید که در زمان یزدگرد اول (۴۲۰–۳۹۹ م)، پس از بسامان‌کردن اوضاع وهیزک‌ها، برای محکم‌کاری یک وهیزک اضافه هم انجام دادند تا به مدت ۲۴۰ سال آسوده باشند و پس از آن کبیسهٔ دیگری انجام نشد. بدین معنا که به جای اینکه بعد از سپری شدن ۱۲۰ سال، یک ماه را بهیزک کنند، بعد از سپری شدن ۲۴۰ سال، دو ماه را یکجا بهیزک گرفتند؛ چنان‌که در زمان یزدگرد اول ساسانی بعد از آبان، دو ماه زاید را به‌عنوان بهیزک، یکجا به تقویم اضافه کردند و بهیزک بزرگ محسوب نمودند.
«انجام وهیزک از روی محکم‌کاری» را ابوریحان آورده‌است، اما در صحت این قول، جای تأمل بسیار است و چه‌بسا پایه و اساسی نداشته‌باشد.
با اینکه علت ایجاد و وضع بهیزک بزرگ و بهیزک کوچک، تطبیق سال دینی با سال نجومی و طبیعی بود تا بتوانند آغاز سال را در اعتدال ربیعی تثبیت کنند، اما علی‌الظاهر وهیزک‌گیری پس از سقوط ساسانیان متروک شد. چنان‌که گذشت، آخرین وهیزک به احتمال زیاد در زمان یزدگرد اول و در ماه آبان اتفاق افتاد. از این رو پنج روز اندرگاه پس از ماه آبان و پیش از ماه آذر قرار گرفت و پس از آن چون وهیزک نکردند، پنج روز اندرگاه میان این دو ماه باقی ماند. با این وجود در مورد تاریخ ترک وهیزک بین صاحب‌نظران اختلاف وجود دارد؛ برخی آن را در زمان پادشاهی یزدگرد اول دانسته‌اند، برخی در زمان پادشاهی پیروز و جز آن. لیکن اغلب صاحب‌نظران، انجام آخرین بهیزک را در دورهٔ پادشاهی یزدگرد اول می‌دانند، یعنی می‌گویند که به احتمال زیاد در این زمان، کبیسهٔ هفتم توأم با کبیسهٔ هشتم گرفته‌شده و دو ماه توأمان به سال افزوده شده‌است. الحقاق یک ماه اضافه به آخر آبان (ماه هشتم سال) قرینهٔ آن است که از ابتدای اجرای نظام گاه‌شماری بهیزکی تا آن هنگام، این عمل هفت بار انجام شده و از اولین کبیسه‌گیری به این روش هفت دورهٔ کامل به طول ۸۴۰ سال گذشته‌است.
پژوهشگران سعی کرده‌اند با استفاده از حساب قهقرایی و با احتساب این که وهیزک از کی متروک شده‌است، تاریخ آغازین استفاده از گاه‌شماری وهیزکی را مشخص کنند. یعنی فرضاً حسابی از این دست که: آبان، ماه هشتم سال است، پس ۸ بار وهیزک شده‌است، بنابراین ۹۶۰ سال این تقویم و شیوهٔ گاه‌شماری مورد استفاده بوده‌است. در این نوع محاسبه فرض‌هایی شده‌است که در صحت و سقم آنها، جای سخن بسیار است؛ از جملهٔ فرض‌ها این است که تا پیش از ترک عمل بهیزک‌گیری، تمام بهیزک‌ها به‌طور دقیق رعایت شده‌باشند.

## سال سیار ایرانی و کهن‌ترین آگاهی ما از آن
قدیمی‌ترین و نخستین اطلاعی که از سیار بودن و وضعیت شناور سال قراردادی ایرانیان در دوران‌های باستان در دست داریم، این است که در سال جلوس به سلطنت یزدگرد سوم ساسانی (آخرین پادشاه آن سلسله) در ۶۳۲ میلادی و ۱۱ هجری قمری، نوروز، یعنی اول فروردین ماه، در ۱۶ حزیران (ژوئن) رومی  یعنی در روز نود و یکم از اول بهار واقع بوده‌است.

## گسترهٔ کاربست سال سیار ایرانی
سال سیار ایرانی، مختص ایران نبود، بلکه غالب ممالک و اقوامی که در قلمرو اقتدار شاهنشاهی ایران بودند (به‌استثنای مصر، بابل، فلسطین و سوریه که خودشان تمدن‌های قدیمی و مستقلی داشتند)، و ظاهراً تمام اقوام زردشتی‌مذهب آن را اتخاذ کردند و مراعات نمودند؛ چنان‌که سال و ماه‌های سغدی‌ها و خوارزمی‌ها و سیستانی‌ها در مشرق، و کاپادوکی‌ها و ارمنی‌ها در مغرب ایران، عیناً بدون کم و زیاد (جز در آنچه راجع به اختلاف موقع خمسه مسترقه است) همان سال و ماه‌های ایرانی است، منتها با اسامی دیگر که آن هم غالباً با تغییر کلمات به لهجه محلی، ولی با حفظ معنا است. از سال و ماه ارمنی‌ها بیش از همه اطلاع داریم و مخصوصاً به‌واسطه تحقیقات دولوریه آگاهی‌های زیادی دربارهٔ تواریخ ارمنی به دست آمده‌است، و می‌دانیم که ماه نَوَسَرد ارمنی، یعنی اولین ماه سال آنها عیناً مطابق همان فروردین ماه ایرانی بوده، و نیز سایر ماه‌هایشان، فقط با این اختلاف که چون ارمنی‌ها خمسه مسترقه را در آخر سال اضافه می‌کردند و ایرانیان در آخر یکی از هشت ماه اول سال، به همین جهت اول سال ارمنی همیشه ۵ روز دیرتر از اول سال ایرانی آغاز می‌شد. همچنین اوایل سایر ماه‌های سال ارمنی و ایرانی تا ماه‌هایی که ایرانیان خمسه را به جلو آن الحاق می‌کردند، پنج روز اختلاف داشت، ولی اوایل ماه‌های بعد تا آخر سال در بین هر دو ملت با هم یکی بود. مثلاً از نوشته‌های آگاثانگلوس مورخ ارمنی می‌دانیم که در سال ۳۰۴ میلادی، اول سال ارمنی، یعنی اول ماه نوسرد مطابق با ۱۱ سپتامبر رومی یولیانی بوده‌است، و نیز از مآخذ دیگر می‌دانیم که در مبدأ تاریخ ارمنی، یعنی سال ۵۵۲ میلادی، اول سال برابر با ۱۱ ماه ژوئیه رومی بوده‌است. همچنین چندین خبر دیگر دربارهٔ موقع ایام سال ارمنی در تواریخ مختلف داریم که هر کدام با اول سال ایرانی در همان تاریخ، لکن با پنج روز تفاوت یادشده، مطابق می‌آید، و واضح است که اگر اول سال ایرانی را در سال ۶۳۲ میلادی (تاریخ جلوس یزدگرد سوم) که همگی در ۱۶ حزیران (ژوئن) رومی ضبط کرده‌اند، مأخذ بگیریم و از آن تاریخ به عقب برگردیم، اول سال ایرانی در سال‌های قبل از آن تاریخ نسبت به ماه‌های رومی به‌دست می‌آید؛ به این طریق که در هر چهار سال، یک روز عقب‌تر بوده‌است.

## تقویم یزدگردیوتقویم جلالی
پس از انقراض سلسلهٔ ساسانی و تسلط اعراب بر ایران، تقویم یزدگردی نزد پارسیان زرتشتی محفوظ ماند و زرتشتیان امروزی مقیم هند، پاکستان و ایران در مکاتبات و مراسلاتشان از آن استفاده می‌کنند. سال یزدگردی شمسی، اصطلاحی است. در این تقویم، سال را ۳۶۵ روز حساب می‌کنند و روزهای سال را به‌طور مساوی به ۱۲ ماه سی روزه بخش می‌کنند و پنجهٔ دزدیده را پس از اسپندارمذ یا پیش از فروردین قرار می‌دهند. اسامی ماه‌ها، همان نام‌های ماه‌های سال شمسی امروزی است. در تقویم یزدگردی نیز مانند تقویم مزدیسنا (اوستایی)، روزهای سی‌گانهٔ ماه‌ها هریک دارای نام خاص و مختص یکی از ایزدان یا فرشتگان است، و هر روز که نامش با نام ماه یکی و منطبق شود، مقدس و عید شمرده می‌شود. بنا به روایت حمزهٔ اصفهانی در تاریخ سنی ملوک الأرض و الأنبیاء (صفحهٔ ۹) و مطابق نقل مجمل التواریخ و القصص (صفحهٔ ۱۱)، مدت زمان سپری شده از زمان کیومرث تا یزدگرد معادل ۱۴۸۲ سال و ۱۰ ماه و ۱۹ روز بوده، و مسعودی نیز طول مدت پادشاهی ایرانیان را تا هنگام هجرت ۳۶۹۰ سال ذکر کرده‌است (مروج الذهب و معادن الجوهر، ج ۱، ص ۲۷۶).
اما بعد از اسلام، در ایران تقویم منظم و مناسبی وجود نداشت و در محافل سیاسی و علمی تحت حاکمیت بغداد، تقویم هجری قمری استفاده می‌شد، و سال مالی هم همچنان نامرتب بود تا اینکه گاه‌شماری جلالی در راستای اصلاح نظام گاه‌شماری ایرانی (گاه‌شماری یزدگردی) و محاسبهٔ دقیق نقطهٔ اعتدال ربیعی و انطباق آن بر لحظهٔ آغاز سال وضع و ایجاد گردید. 

## دلایل بهزک‌گیری به شیوهٔ خاص
این که چرا به جای کبیسهٔ چهار ساله و افزودن یک روز در هر چهار سال، پس از گذشت ۱۲۰ سال با افزودن یک ماه، کبیسه می‌گرفتند، نزد ایرانیان توجیه دینی داشت. به موجب کتاب دینکرد کبیسه گرفتن کمتر از یک ماه جایز نیست. همچنین زیاده از ۵ ماه نیز روا نمی‌باشد. ابوریحان بیرونی می‌گوید که ایرانیان می‌گفتند کبیسه بر ماه واقع می‌شود؛ نه بر روز، زیرا زیاد شدن شمار روزها را نیک نمی‌دانستند. بیرونی علت دیگری هم برای این کار می‌آورد. وی نوشته‌است که ایرانیان برای هر روز آیین‌های خاصی داشتند؛ از جمله ذکر نام ایزدی که روز به نام اوست و پادشاهان ساسانی نیز برای هر روز، یک نوع خاص گل و شراب و نغمه داشتند و از این رو افزوده شدن بر تعداد روزها ترتیب را برهم می‌زد. برخی نویسندگان دلایل دیگری هم آورده‌اند، از جمله اینکه چون ایرانیان برای روزها سعد و نحس قائل بودند، نمی‌خواستند با جابه‌جا کردن آنها، روزهای سعد به روزهای نحس منتقل شوند و نوروز در اولین روز ماه نباشد.